# Haboudange
Haboudange és un municipi francès, situat al departament del Mosel·la i a la regió del Gran Est. L'any 2007 tenia 265 habitants.

## Demografia

### Població
El 2007 la població de fet de Haboudange era de 265 persones. Hi havia 88 famílies, de les quals 20 eren unipersonals (4 homes vivint sols i 16 dones vivint soles), 32 parelles sense fills, 32 parelles amb fills i 4 famílies monoparentals amb fills.
La població ha evolucionat segons el següent gràfic:
Habitants censats

### Habitatges
El 2007 hi havia 95 habitatges, 88 eren l'habitatge principal de la família, 3 eren segones residències i 3 estaven desocupats. 81 eren cases i 13 eren apartaments. Dels 88 habitatges principals, 67 estaven ocupats pels seus propietaris, 19 estaven llogats i ocupats pels llogaters i 2 estaven cedits a títol gratuït; 1 tenia una cambra, 1 en tenia dues, 11 en tenien tres, 14 en tenien quatre i 61 en tenien cinc o més. 58 habitatges disposaven pel capbaix d'una plaça de pàrquing. A 43 habitatges hi havia un automòbil i a 34 n'hi havia dos o més.

### Piràmide de població
La piràmide de població per edats i sexe el 2009 era:
| Homes | Edats   | Dones |
| ----- | ------- | ----- |
| 0     | 95 o +  | 0     |
| 0     | 90 a 94 | 0     |
| 4     | 85 a 89 | 8     |
| 0     | 80 a 84 | 8     |
| 8     | 75 a 79 | 16    |
| 12    | 70 a 74 | 8     |
| 4     | 65 a 69 | 4     |
| 4     | 60 a 64 | 4     |
| 4     | 55 a 59 | 0     |
| 12    | 50 a 54 | 12    |
| 12    | 45 a 49 | 4     |
| 8     | 40 a 44 | 20    |
| 0     | 35 a 39 | 8     |
| 4     | 30 a 34 | 0     |
| 8     | 25 a 29 | 8     |
| 0     | 20 a 24 | 4     |
| 8     | 15 a 19 | 4     |
| 4     | 10 a 14 | 12    |
| 8     | 5 a 9   | 4     |
| 4     | 0 a 4   | 0     |

## Economia
El 2007 la població en edat de treballar era de 139 persones, 96 eren actives i 43 eren inactives. De les 96 persones actives 88 estaven ocupades (51 homes i 37 dones) i 8 estaven aturades (3 homes i 5 dones). De les 43 persones inactives 15 estaven jubilades, 4 estaven estudiant i 24 estaven classificades com a «altres inactius».

### Ingressos
El 2009 a Haboudange hi havia 85 unitats fiscals que integraven 239 persones, la mediana anual d'ingressos fiscals per persona era de 13.169 €.

### Activitats econòmiques
Dels 2 establiments que hi havia el 2007, 1 era d'una empresa de comerç i reparació d'automòbils i 1 d'una entitat de l'administració pública.
L'any 2000 a Haboudange hi havia 10 explotacions agrícoles que ocupaven un total de 453 hectàrees.

## Poblacions més properes
El següent diagrama mostra les poblacions més properes.